# Episodi di Army Wives - Conflitti del cuore (prima stagione)
La prima stagione della serie televisiva Army Wives - Conflitti del cuore è stata trasmessa negli Stati Uniti dal 3 giugno al 26 agosto 2007 su Lifetime.
In Italia la stagione è andata in onda dal 1º novembre 2007 su Fox Life e dal 12 luglio 2010 per la prima volta in chiaro su Rai 2.
| nº | Titolo originale       | Titolo italiano          | Prima TV USA   | Prima TV Italia  |
| -- | ---------------------- | ------------------------ | -------------- | ---------------- |
| 1  | A Tribe Is Born        | Nasce la tribù           | 3 giugno 2007  | 1º novembre 2007 |
| 2  | After Birth            | Dopo la nascita          | 10 giugno 2007 | 1º novembre 2007 |
| 3  | The Art of Separation  | L'arte della separazione | 17 giugno 2007 | 8 novembre 2007  |
| 4  | One of Our Own         | Uno di noi               | 24 giugno 2007 | 8 novembre 2007  |
| 5  | Independence Day       | Il 4 luglio              | 1º luglio 2007 | 15 novembre 2007 |
| 6  | Who We Are             | Chi siamo                | 8 luglio 2007  | 15 novembre 2007 |
| 7  | Hail & Farewell        | Partenze                 | 15 luglio 2007 | 22 novembre 2007 |
| 8  | Only the Lonely        | Sentirsi soli            | 22 luglio 2007 | 22 novembre 2007 |
| 9  | Nobody's Perfect       | Nessuno è perfetto       | 29 luglio 2007 | 29 novembre 2007 |
| 10 | Dirty Laundry          | Panni sporchi            | 5 agosto 2007  | 29 novembre 2007 |
| 11 | Truth and Consequences | Verità e conseguenze     | 12 agosto 2007 | 6 dicembre 2007  |
| 12 | Rules of Engagement    | Regole di ingaggio       | 19 agosto 2007 | 6 dicembre 2007  |
| 13 | Goodbye Stranger       | Goodybye Stranger        | 26 agosto 2007 | 13 dicembre 2007 |

## Nasce la tribù
- Titolo originale: A Tribe Is Born
- Scritto da: Katherine Fugate
- Diretto da: Ben Younger

### Trama
Roxy sposa dopo solo quattro giorni di fidanzamento il soldato semplice Trevor LeBlanc, e si trasferisce con i suoi due figli nella casa di lui, nella base militare Fort Marshall. Nelle sue difficoltà ad adattarsi alla vita militare, viene aiutata da altre tre mogli di militari : Pamela Moran ha affittato il suo utero per problemi economici ed è incinta di due gemelli, ma mente a tutti dicendo che i figli sono suoi e del marito Chase, Denise Sherwood viene picchiata dal figlio Jeremy mentre suo marito Frank è in missione e Claudia Joy è sposata con il generale Holden. Anche Roland, marito del tenente colonnello Joan Burton, entra nel gruppo.
Quando Pamela partorisce in anticipo nel bar dove lavora Roxy, chiede ai suoi nuovi amici di mantenere il segreto sulla sua gravidanza.

## Dopo la nascita
- Titolo originale: After Birth
- Scritto da: Katherine Fugate
- Diretto da: Perry Lang

### Trama
I genitori dei gemelli che Pamela ha partorito sono fuori città, quindi lei è costretta a prendersi cura dei bambini fino al loro ritorno. Sarà ospite a casa di Claudia Joy. Trevor sa di dover partire per l'Iraq a breve, e chiede a Roxy di adottare i suoi figli. Denise viene soccorsa da Roxy durante una violenza di Jeremy. Joan si ubriaca durante una cena romantica con Roland e lo accusa di averla tradita, lui capisce che la moglie soffre di stress post-traumatico dal suo rientro dall'Afghanistan. Pamela viene consolata dal marito Chase quando deve separarsi dai bambini che ha partorito.

## L'arte della separazione
- Titolo originale: The Art of Separation
- Scritto da: Katherine Fugate
- Diretto da: Patrick Norris

### Trama
Amanda, la figlia maggiore di Claudia Joy, viene arrestata a una manifestazione per la pace e rischia di compromettere la reputazione del padre, il generale Holden. Un sottoposto di Joan viene ricoverato in ospedale per sindrome da stress post-traumatico e Roland, che vi lavora come psichiatra, capisce che in missione è successo qualcosa di cui Joan non vuole parlargli. Denise viene a sapere che il marito Frank era a bordo di un elicottero che è caduto in Iraq, nessuno sa se sia morto o disperso. Il padre biologico di uno dei figli di Roxy si rifiuta inizialmente di dare il consenso per l'adozione, ma firma i documenti dopo aver parlato con Trevor.

## Uno di noi
- Titolo originale: One of Our Own
- Scritto da:
- Diretto da: Michael Lange

### Trama
Denise non ha ancora notizie di Frank, e vorrebbe partire per cercarlo ma Claudia Joy riesce a dissuaderla. Il sottoposto di Joan, dopo il ricovero in psichiatria, entra nell'ufficio di Roland e prende lui e Claudia Joy come ostaggi con la richiesta di incontrare Joan. Dopo qualche ora di paura, un cecchino riesce a sparare al soldato, uccidendolo sotto gli occhi di Roland e Claudia Joy.
Trevor diventa ufficialmente padre dei figli di Roxy.

## Il 4 luglio
- Titolo originale: Independence Day
- Scritto da:
- Diretto da:

### Trama
Roxy scopre che Marilyn, una vicina di casa pettegola, ha una relazione extramatrimoniale, ma le promette di non raccontarlo a nessuno. Durante il picnic del 4 luglio a casa di Claudia Joy, Chase viene chiamato improvvisamente per una missione della Delta Force ed è costretto a partire subito, gettando Pamela nello sconforto.

## Chi siamo
- Titolo originale: Who We Are
- Scritto da:
- Diretto da:

### Trama
Claudia Joy e Michael si preoccupano per la figlia Amanda quando scoprono che esce con Jeremy. Mentre gioca con i figli, Trevor si ferisce a un ginocchio e non ottiene il permesso per andare in missione. La madre di Roxy, Marda, arriva alla base.

## Partenze
- Titolo originale: Hail & Farewell
- Scritto da:
- Diretto da:

### Trama
Roxy non si fida della madre, che è stata un'alcolista e ha reso difficile la sua infanzia. Per fare una sorpresa alla figlia, Marda le organizza una festa di compleanno insieme a Pamela. Jeremy decide di arruolarsi nell'esercito, mentre Claudia Joy e Michael raccontano ad Amanda del passato violento di Jeremy per convincerla a lasciarlo.

## Sentirsi soli
- Titolo originale: Only the Lonely
- Scritto da:
- Diretto da:

### Trama
Amanda è arrabbiata con i suoi genitori che non approvano la relazione tra lei e Jeremy. Denise, dopo 18 anni, decide di riprendere il tirocinio come infermiera per ottenere l'abilitazione. Mentre Chase è in missione, Pamela incontra un suo vecchio amico, Scott, ma non riesce a tradire Chase. Roland va a letto con una giornalista. Roxy conosce una vedova, Delores, che non accetta di dover lasciare la base dopo la morte del marito.

## Nessuno è perfetto
- Titolo originale: Nobody's Perfect
- Scritto da:
- Diretto da:

### Trama
Joan torna alla base, e Roland si sente in colpa per averla tradita. Frank non vuole che Denise frequenti il tirocinio da infermiera, vorrebbe che la moglie non lavorasse. A una festa, Claudia Joy sente Lenore, sua rivale, e il marito generale Baker che litigano. Quando Lenore si accorge che Claudia Joy li ha sentiti, inizia a mettere in giro brutte voci sul suo passato.

## Panni sporchi
- Titolo originale: Dirty Laundry
- Scritto da:
- Diretto da:

### Trama
Hannah White, un'amica di Claudia Joy, arriva alla base per partecipare a una commemorazione in onore di suo marito, deceduto in missione. Quando scopre che Hannah ha intenzione di rivolgersi alla Corte Suprema per scoprire la verità sulla morte di suo marito, che sembra essere stato ucciso dal fuoco amico, Claudia Joy è costretta a chiederle di andare via da casa sua per salvaguardare la reputazione del generale Holden. Il caso di Hannah è fonte di litigi tra le mogli dei soldati: Denise pensa che stia sbagliando a mettersi contro l'esercito, Pamela invece pensa che stia facendo la cosa giusta, e chiede a Roxy di prendere una posizione.

## Verità e Conseguenze
- Titolo originale: Truth and Consequences
- Scritto da:
- Diretto da:

### Trama
Per fermare le voci che Lenore sta spargendo sul suo conto, Claudia Joy rivela agli amici che da giovane ha investito e ucciso un ragazzo. Frank deve partire per una missione, quindi Denise cerca di convincerlo ad andare a trovare il figlio Jeremy, con cui non parla da quando ha scoperto che picchiava Denise. Pamela riceve un'offerta di lavoro dalla stazione radio della base. All'inizio rifiuta, ma poi accetta di condurre un programma in cui le mogli dei soldati possano confrontarsi ed esprimere le loro opinioni. Roland confessa a Joan di averla tradita, il loro matrimonio è in pericolo, e Roland esce dalla base per dormire in un hotel.

## Regole d'ingaggio
- Titolo originale: Rules of Engagement
- Scritto da:
- Diretto da:

### Trama
Roland picchia un uomo che ha molestato Roxy all'Hump Bar, e finisce in prigione. Joan va a prenderlo, ma lui si rifiuta di tornare a casa. Roxy è rimasta lievemente ferita nella rissa, quindi Trevor, preoccupato, le chiede di lasciare il lavoro. Roxy capisce che nessun lavoro per lei potrà essere stabile, a causa dei continui trasferimenti dei soldati. Chase torna a casa e si sente imbarazzato quando Pamela racconta in radio della loro notte di passione. Michael è nominato Comandante della base dopo il congedo del generale Baker. Amanda scompare e Claudia Joy capisce che è andata a trovare Jeremy.

## Goodbye Stranger
- Titolo originale: Goodbye Stranger
- Scritto da:
- Diretto da:

### Trama
Amanda lascia Jeremy per seguire i suoi progetti, anche se ha paura di essere incinta. Lo confessa a Claudia Joy, che le sta accanto durante il test di gravidanza, che è negativo. Joan scopre di essere incinta, ma Roland ha già accettato un lavoro a Chicago e sta per partire. Per il momento, lascia ogni decisione in sospeso chiedendo a Roland di partire comunque perché non sa se vuole tenere il bambino. Viene rilevato un furto di esplosivi all'interno della base, questo crea allarme tra i residenti. La sera Roxy, Claudia Joy, Roland, Denise e Amanda sono all'Hump Bar quando George, il marito di Marylin, entra con una bomba con l'intenzione di uccidere Marylin che sta fuggendo col suo amante. L'episodio si conclude con l'esplosione della bomba.